# Sahure
Sahure war der zweite König (Pharao) der altägyptischen 5. Dynastie im Alten Reich. Er regierte etwa innerhalb des Zeitraums von 2490 bis 2475 v. Chr. In der Landesverwaltung setzte er die Politik seiner Vorgänger fort, hohe Staatsämter zunehmend mit Personen zu besetzen, die nicht der königlichen Familie entstammten. Außenpolitisch sind durch archäologische Funde und Reliefdarstellungen Handelsbeziehungen nach Vorderasien, Nubien und Punt sowie Kriegszüge auf die Sinai-Halbinsel und vielleicht auch nach Libyen bezeugt. Sahure ist aber vor allem durch seine Bautätigkeit bekannt, zu deren zentralen Projekten eine Pyramidenanlage sowie ein bisher unentdecktes Sonnenheiligtum und eine Palastanlage gehörten. Der Totentempel seiner Pyramide zählt zu den besterhaltenen der ägyptischen Geschichte. Architektonisch stellte er ein prägendes Vorbild für spätere Tempelanlagen dar. Seine gut erhaltenen Reliefdarstellungen geben ausführliche Einblicke in die familiären Beziehungen der 5. Dynastie sowie in die Wirtschaft, Verwaltung und die Außenbeziehungen Ägyptens während Sahures Regierungszeit.

## Herkunft und Familie

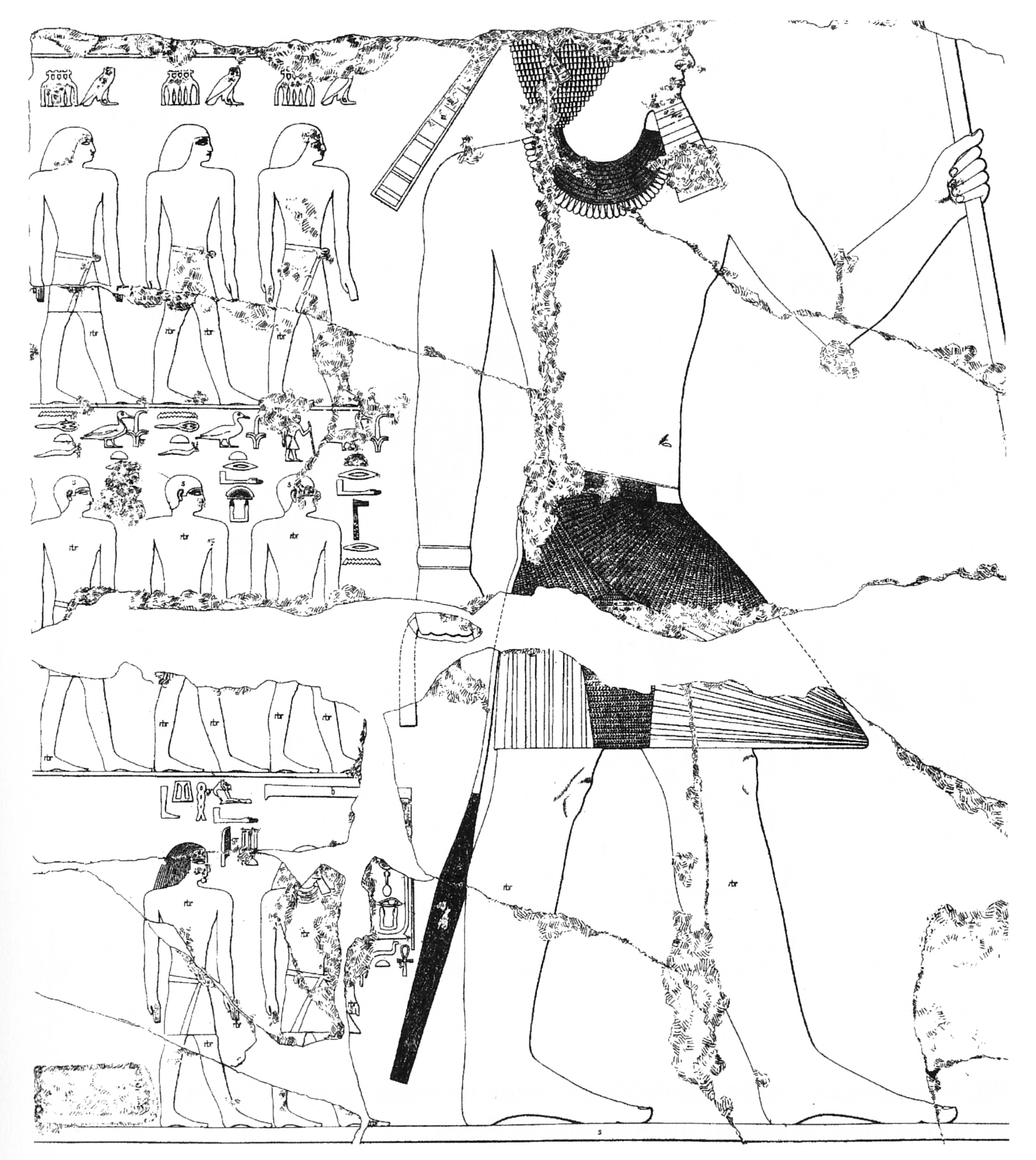
Darstellung des Sahure (groß) mit seinen Söhnen (mittleres und unteres Register); Totentempel der Sahure-Pyramide

Die familiären Beziehungen Sahures waren lange Zeit unklar und Forschungen hierzu stützten sich hauptsächlich auf die Angaben des Papyrus Westcar, nach dem die ersten drei Könige der 5. Dynastie (Userkaf, Sahure und Neferirkare) Brüder waren. Nach einer anderen Variante wurden Sahure und Neferirkare als Söhne des Userkaf und der Chentkaus I. angesehen.
Erst im Jahr 2002 neu entdeckte Relief-Blöcke vom Aufweg der Sahure-Pyramide konnten Klarheit hierüber schaffen. Demnach war Sahures Mutter die „Gottestochter“, „Königsgemahlin“ und „Königsmutter“ Neferhetepes. Sie war die Gemahlin des Userkaf, der ihr in Sakkara eine Königinnenpyramide neben seiner eigenen Pyramidenanlage errichten ließ. Userkaf kann somit als Vater von Sahure angesehen werden.
Als Gemahlin des Sahure erscheint auf derselben Reihe von Blöcken Meretnebty. Sie war möglicherweise die volle Schwester des Herrschers, was sich aber bislang nur aus einer Szene ableiten lässt, die Königsmutter und Königin Hand in Hand zeigt. Weitere Belege, etwa Titel, die sie als Königstochter ausweisen, fehlen hingegen.
Mehrere Söhne des Königs sind bekannt. Zwei von ihnen werden als älteste Königssöhne bezeichnet. Es handelt sich um Ranefer, der später unter dem Namen Neferirkare den Thron besteigen sollte, und um Netjerirenre. Da beide den Titel eines ältesten Königssohns trugen, aber nur eine Gemahlin Sahures bekannt ist, könnten sie möglicherweise Zwillinge gewesen sein. Weitere Söhne Sahures waren Chakare, Raemsaf und Heryemsaf.

## Herrschaft

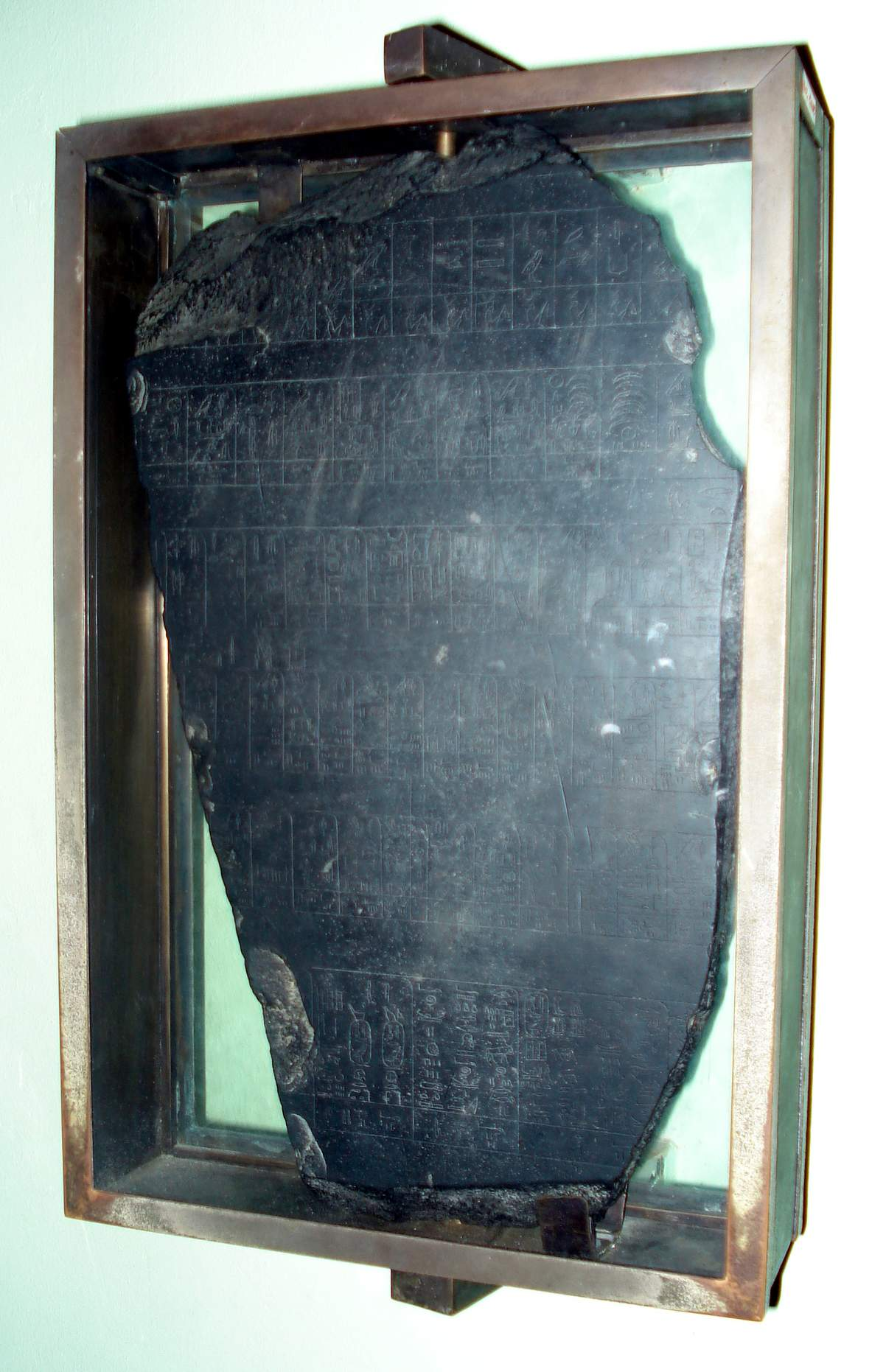
Der Palermostein

| Abu Simbel |

| Abusir |

| Buhen |

| Tomâs |

| Wadi al-Gidami |

| Wadi Maghara |

### Regierungsdauer
Die Regierungsdauer des Sahure kann aufgrund der vergleichsweise guten Quellenlage im Gegensatz zu vielen anderen Herrschern des Alten Reiches recht genau angegeben werden. Sie betrug etwa 12 bis 13 Jahre, was sich sowohl aus den zeitgenössischen Quellen als auch aus deutlich später entstandenen Texten ergibt. Der Königspapyrus Turin, der im Neuen Reich entstand und ein wichtiges Dokument zur ägyptischen Chronologie darstellt, gibt 12 Jahre an, der im 3. Jahrhundert v. Chr. lebende ägyptische Priester Manetho 13. Das höchste zeitgenössisch sicher belegte Datum ist ein „Jahr nach dem 6. (oder 7.?) Mal der Zählung“, womit die ursprünglich als Horusgeleit eingeführte landesweite Zählung des Viehs zum Zwecke der Steuererhebung gemeint ist. Eine gewisse Problematik bei Datumsangaben des Alten Reiches birgt der Umstand, dass diese Zählungen anfangs alle zwei Jahre stattfanden (das heißt auf ein „x-tes Jahr der Zählung“ folgte ein „Jahr nach dem x-ten Mal der Zählung“), später aber zum Teil auch jährlich stattfinden konnten (auf ein „x-tes Jahr der Zählung“ folgte das „y-te Jahr der Zählung“). Bei Sahure ist dieser Unsicherheitsfaktor stark minimiert. Es sind Datumsangaben für insgesamt vier „Jahre der Zählung“ und drei „Jahre nach der Zählung“ überliefert. Es kann also von einer im Wesentlichen regelmäßigen zweijährlichen Zählung unter Sahures Herrschaft ausgegangen werden.
Das einzige größere Problem stellt eine Datumsangabe dar, die Ludwig Borchardt Anfang des 20. Jahrhunderts im Pyramidenkomplex des Sahure entdeckte und die ein „Jahr 12“ nennt, was unter Berücksichtigung einer zweijährlichen Zählung eine Verdopplung von Sahures Regierungszeit bedeuten würde. Eine ausführliche wissenschaftliche Auseinandersetzung mit dieser Inschrift wurde aber durch den Umstand verhindert, dass Borchardt nicht vermerkte, wo er diese entdeckt hatte und weder eine Umzeichnung noch ein Foto anfertigte. Es ist daher sehr wahrscheinlich, dass die Inschrift erst nach Sahures Herrschaft angebracht wurde. Sie könnte von Restaurierungsmaßnahmen späterer Könige stammen oder erst im Neuen Reich als sogenannte Besucherinschrift im Taltempel der Pyramide angebracht worden sein.

### Landesverwaltung
An der Spitze der Landesverwaltung standen mindestens zwei Wesire: Sechemkare und Werbauba, vielleicht auch Waschptah-Isi und Minnefer. Außer Sechemkare scheint keiner dieser Beamten der königlichen Familie zu entstammen, Sahure setzte somit die seit Beginn der 5. Dynastie verfolgte Politik fort, hohe Staatsämter zunehmend mit nichtadeligen Personen zu besetzen.

### Religiöse Handlungen
Ein wichtiges Dokument, das über Ereignisse aus Sahures Regierungszeit berichtet, ist der Palermostein, der als ein bedeutendes Teilstück des Annalensteins der 5. Dynastie gilt. Er geht besonders auf die religiösen Tätigkeit Sahures ein und nennt umfangreiche Opfer- und Landstiftungen für verschiedene Gottheiten sowie die Anfertigung von Barken und Statuen.

### Handel und Expeditionswesen

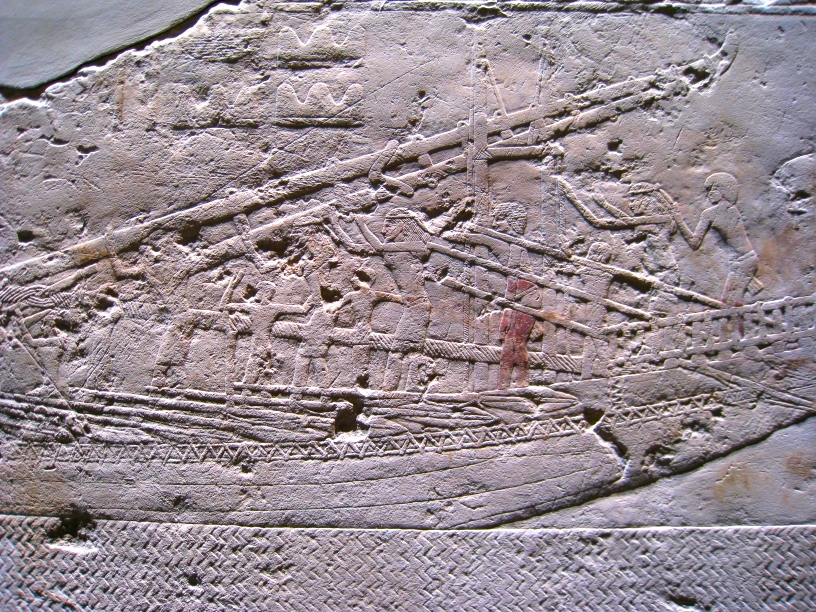
Darstellung eines Schiffs mit syrischer Besatzung; Totentempel der Sahure-Pyramide, heute im Ägyptischen Museum Berlin

Der Palermostein nennt für das letzte Regierungsjahr Sahures die Ankunft von Handelsgütern aus dem Land Punt, was impliziert, dass eine Expedition dorthin entsandt wurde. Weitere Handelsbeziehungen sind mit Vorderasien bezeugt. So wurde in Byblos ein Gefäß aus Alabaster gefunden. Unterstrichen werden die Handelsbeziehungen in diese Region außerdem durch ein Relief im Totentempel der Sahure-Pyramide, auf dem Schiffe abgebildet sind, deren Besatzungen aus Syrern bestehen. Des Weiteren sind durch Siegelabdrücke aus Buhen  und durch ein Graffito bei Tomâs Beziehungen nach Nubien belegt. Zwei Expeditionen sind durch Inschriften überliefert: Eine führte zu den Diorit-Steinbrüchen bei Abu Simbel, eine weitere zu den Goldminen des Wadi al-Gidami in der Ostwüste.

### Kriegszüge

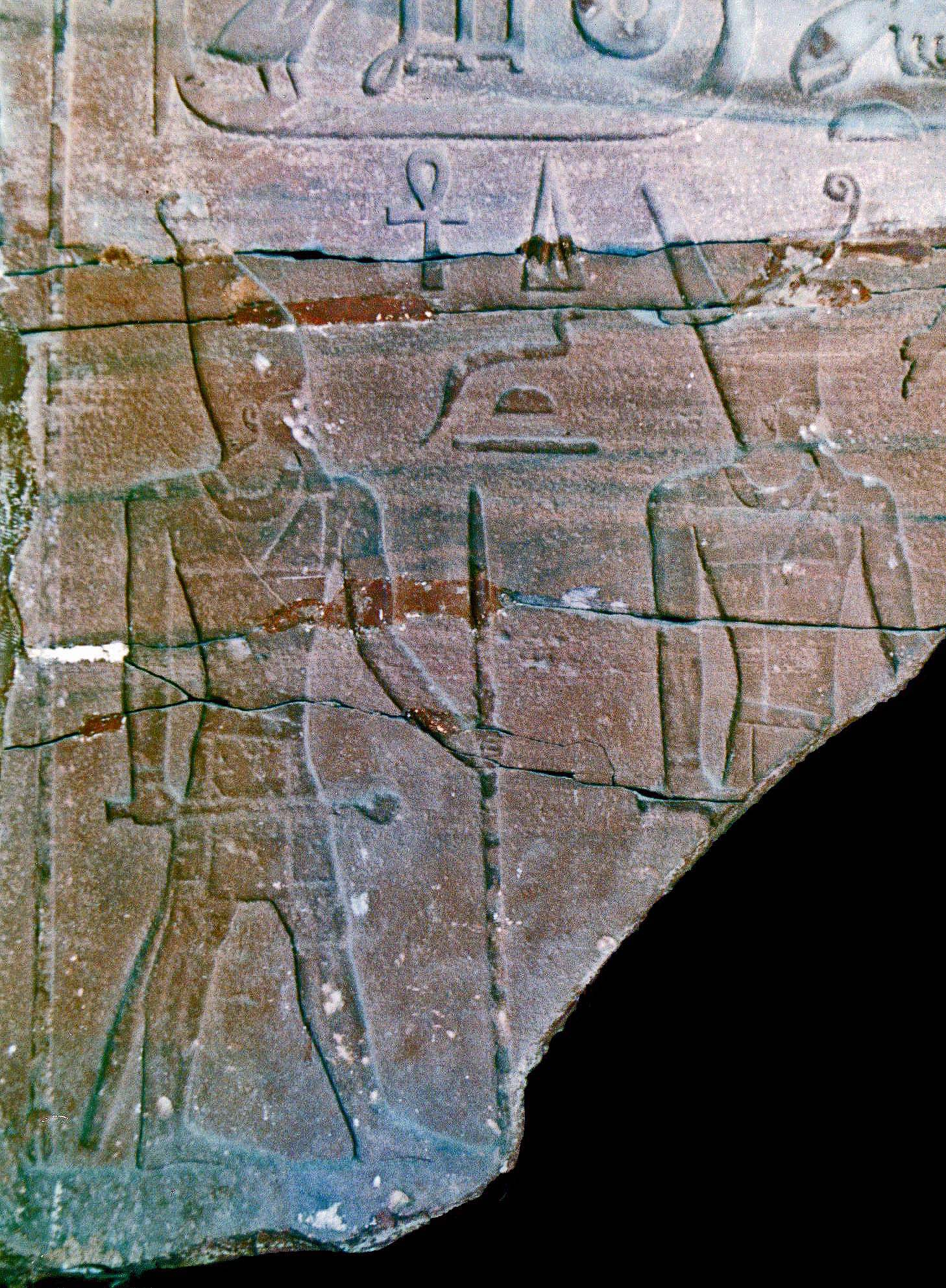
Relief des Sahure aus dem Wadi Maghara; Ägyptisches Museum, Kairo

Der einzige Feldzug, der sich für Sahures Regierungszeit sicher nachweisen lässt, war eine Razzia, die sich gegen Beduinen auf der Sinai-Halbinsel richtete. Hiervon ließ der König im Wadi Maghara auf einem großen Relief berichten, das sich heute im Ägyptischen Museum in Kairo befindet. Ein möglicher zweiter Feldzug richtete sich gegen Libyen. Hiervon zeugen Reliefs vom Aufweg der Sahure-Pyramide, in denen Prozessionen von gefangenen Asiaten und Libyern dargestellt sind. Da sich jedoch eine beinahe identische Abbildung auch in der Pyramidenanlage von Pepi II. fand, ist unklar, ob wirklich ein reales historisches Ereignis dargestellt ist oder eher ein rein symbolisches Schlagen der Feinde Ägyptens, das von jedem neuen König wiederholt werden musste.

## Bautätigkeit
Aus Sahures Regierungszeit sind insgesamt drei königliche Bauprojekte bekannt, von denen bisher aber nur seine Pyramidenanlage archäologisch erforscht ist. Wie schon sein Vorgänger Userkaf errichtete auch Sahure ein Sonnenheiligtum, das bislang aber nur aus schriftlichen Quellen bekannt ist. Bei dem zweiten bislang unentdeckten Bauwerk handelt es sich um Sahures Palastanlage.

### Die Sahure-Pyramide in Abusir

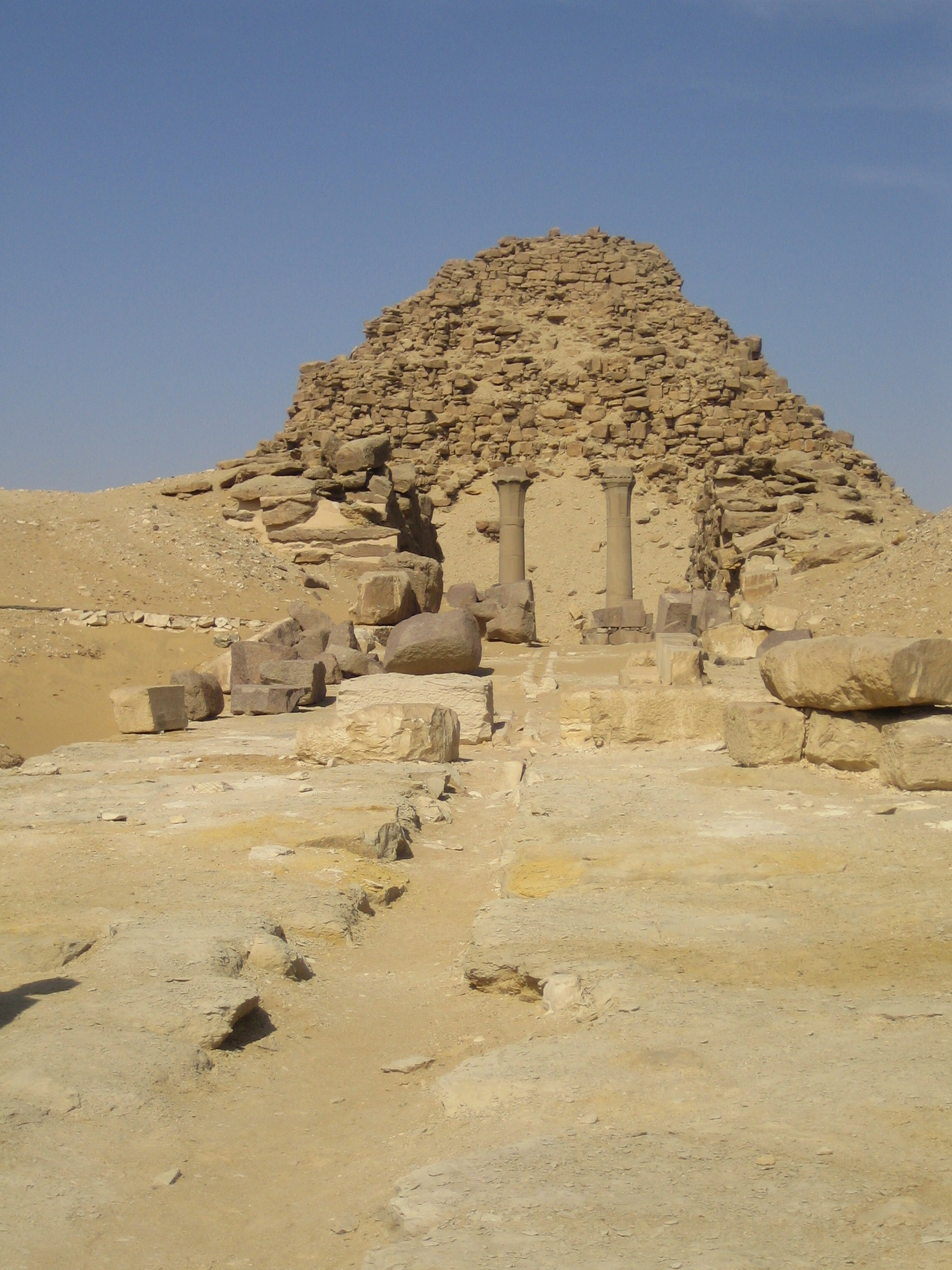
Pyramide des Pharao Sahure in Abusir

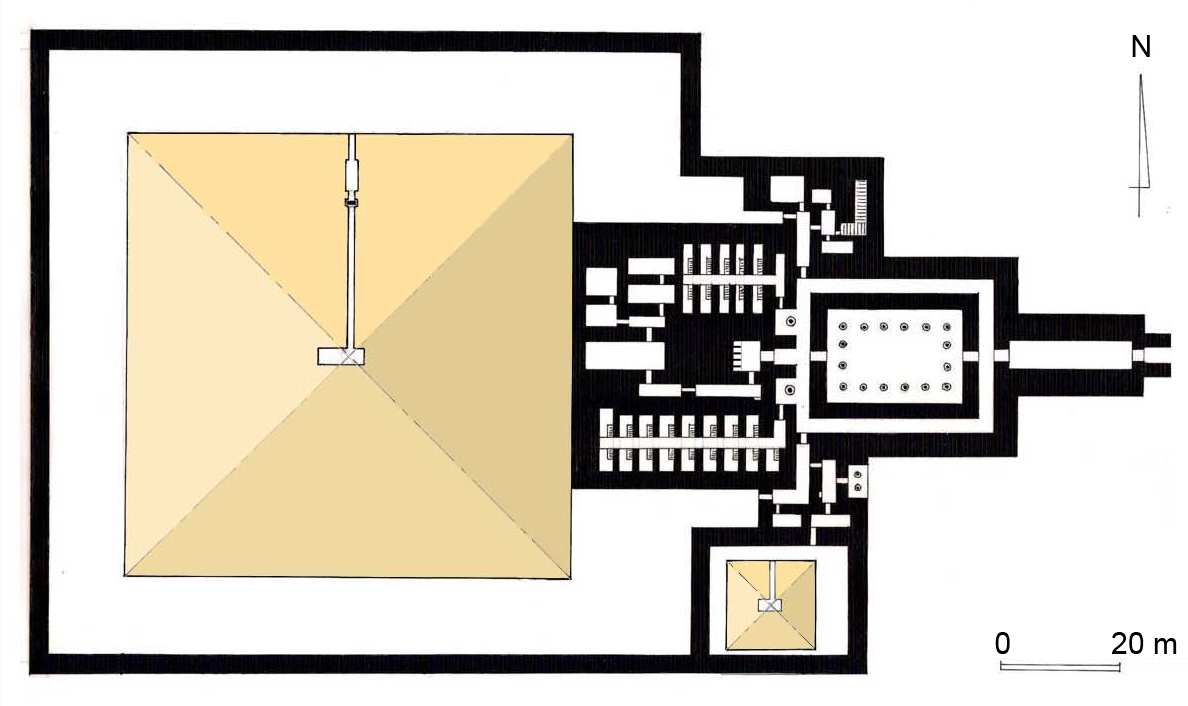
Grundriss der Sahure-Pyramide und ihres Totentempels

Sahure wählte Abusir als Standort für seine Pyramide und begründete damit eine neue Königsnekropole unweit des Sonnenheiligtums des Userkaf. Die Pyramide trug den altägyptischen Namen „Die Seele des Sahure erscheint“ und ist heute stark zerstört. Mit einer Seitenlänge von 78,8 Meter und einer ursprünglichen Höhe von 47,3 Meter hatte sie recht ähnliche Ausmaße wie die Grabanlage des Userkaf. Als Baumaterial für das Kernmauerwerk diente grob behauener Kalkstein von lokaler Herkunft; für die Verkleidung wurde feinerer Kalkstein verwendet, der aus Ma'asara am gegenüberliegenden Nilufer stammt.
Der Eingang zum unterirdischen Kammersystem befindet sich direkt über der Grundfläche der Nordwand. Das Kammersystem selbst ist vergleichsweise einfach konzipiert. Zuerst führt ein kurzer absteigender Gang zu einem Vestibül mit einer Blockiervorrichtung. Dahinter verläuft ein leicht ansteigender Gang weiter nach Süden zur Vorkammer, an die sich westlich die eigentliche Grabkammer anschließt, in welcher Reste eines Basalt-Sarkophages gefunden wurden.
Im Gegensatz zur eigentlichen Pyramide ist die zugehörige Tempelanlage sehr gut erhalten. Der recht einfach gestaltete Taltempel weist zwei Zugänge auf: einen im Süden und einen im Osten. Beide sind mit Säulen versehen und führen in einen kleinen Raum mit zwei weiteren Säulen. Von hier aus führt nach Westen der Zugang zum Aufweg, der den Tal- mit dem Totentempel verbindet. Vom Aufweg stammen zahlreiche Reliefs die unter anderem dem König in Gestalt einer Sphinx zeigen.
Der Totentempel ist in zwei Bereiche gegliedert. Der äußere, öffentliche Teil besteht aus einer länglichen Eingangshalle und einem säulenumstandenen Hof, um den herum ein Korridor verläuft. Hinter dem Hof folgt ein Querkorridor, der den äußeren vom intimen Teil des Tempels trennt. In der Mitte des Korridors befindet sich der Zugang zur Fünfnischenkapelle, seitlich davon befinden sich Magazinräume. Von der Fünfnischenkapelle zweigt der Zugang zur Opferhalle ab. Am Südende des Querkorridors gibt es einen Zugang zur Kultpyramide. Der Totentempel und die Königspyramide waren von einer Mauer umschlossen, die Kultpyramide besaß zusätzlich eine eigene Umfassung.
Sahure orientierte sich beim Bau seines Taltempels zwar an Vorgängerbauten, führte aber zahlreiche Neuerungen ein. So wählte er für die Höfe und Eingangskolonnaden Palmwedelsäulen statt der zuvor üblichen Pfeiler. Das von ihm etablierte Raumschema, die gewählten Baumaterialien und vor allem die Reliefthemen wurden von seinen Nachfolgern in großem Umfang aufgegriffen. Ein Großteil der gut erhaltenen Reliefs aus dem Totentempel gelangte nach den Grabungen Ludwig Borchardts zu Beginn des 20. Jahrhunderts durch Fundteilung ins Ägyptische Museum nach Berlin.

### Das Sonnenheiligtum des Sahure
Wie Userkaf errichtete Sahure ein Sonnenheiligtum, das den Namen „Feld des Re“ trug und laut schriftlichen Quellen offenbar unvollendet blieb. Es konnte bislang nicht gefunden werden, archäologische Funde wie die Reste eines Obelisken deuten aber darauf hin, dass es sich in Abusir in der Umgebung der Niuserre-Pyramide befunden haben könnte.

### Der Palast des Sahure
Sahures Palastanlage trug den Namen „Der die Schönheit des Sahure erhebt“. Sie ist bislang archäologisch nicht nachgewiesen, sondern nur aus Relief-Szenen und aus Verwaltungstexten bekannt. Gefäßetiketten aus dem Totentempel der Raneferef-Pyramide belegen, dass zum Palast ein Schlachthof gehörte, der nach Sahures Tod für die Versorgung des Totenkults seiner Nachfolger zuständig war. Von Reliefblöcken sind mehrere Ereignisse bekannt, die in diesem Palast stattfanden. Hierzu gehören die Rückkehr einer Expedition aus Punt, die Pflanzung eines von dort mitgebrachten Weihrauch-Baums und die Auszeichnungen von Beamten. Aus all diesen Belegen kann geschlossen werden, dass sich das Bauwerk in der Nähe einer Hafenanlage und in der Nähe der Totentempel von Abusir befand. Als wahrscheinlichster Standort kommt daher ein Gebiet zwischen den Totentempeln des Sahure und des Niuserre, dem ehemaligen See von Abusir und dem Bahr el-Lebeini (dem „Großen Kanal von Memphis“) in Frage.

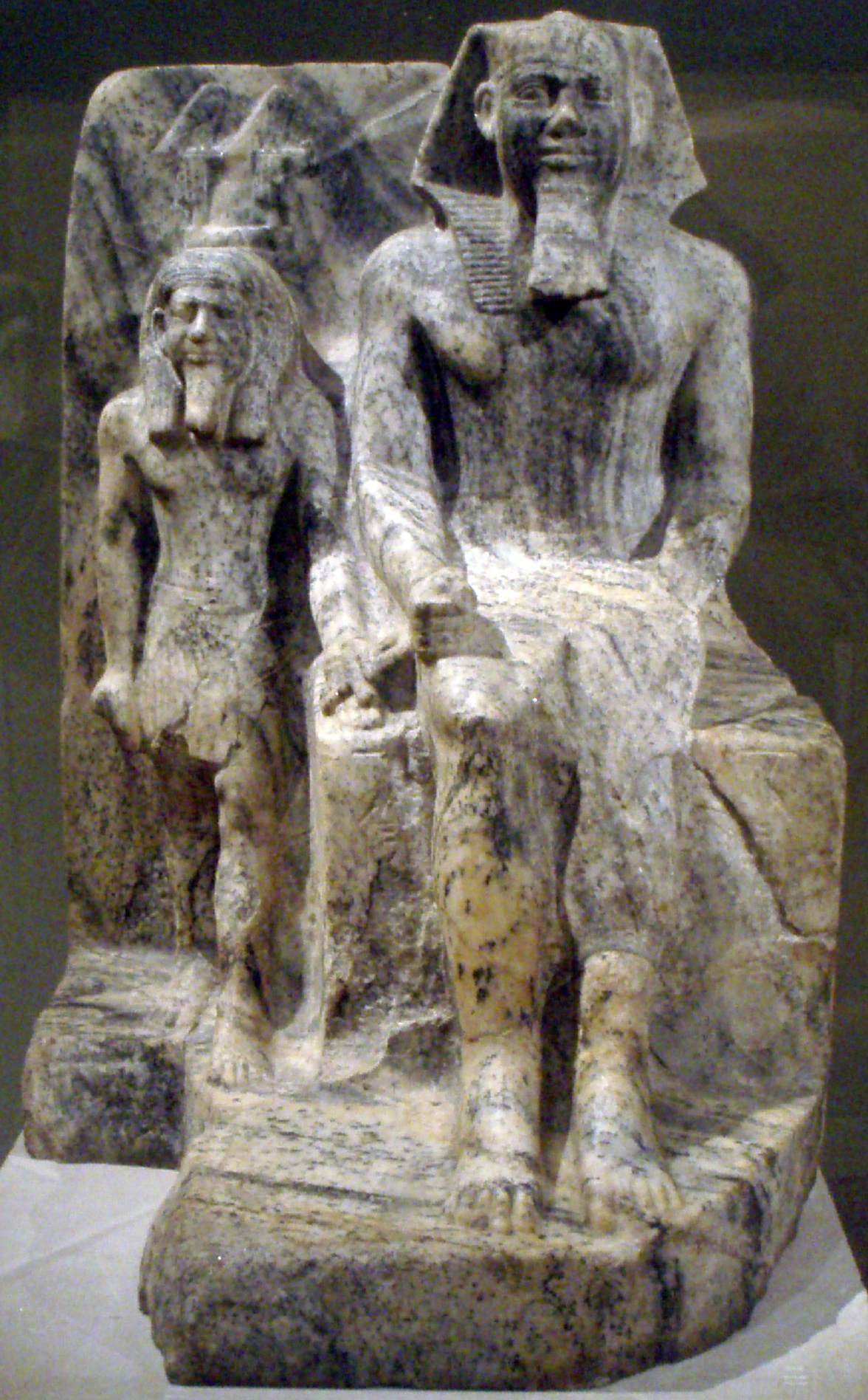
Statue des Sahure; Metropolitan Museum of Art, New York

## Statuen
In Sahures Pyramidenanlage wurden nur einige Fragmente von Statuen und Sphingen entdeckt. Diese bestanden aus Alabaster, Schiefer und Sandstein und befinden sich heute teilweise im Ägyptischen Museum in Berlin. Das einzige annähernd vollständig erhaltene Bildwerk des Sahure ist eine Statue unbekannter Herkunft, die sich heute im Metropolitan Museum of Art in New York befindet. Sie besteht aus Gneis und misst 64 × 46 × 41,5 cm. Die Statue besitzt eine breite Standfläche und eine Rückplatte. Die linke Seite wird vom thronenden König eingenommen, zu seiner Rechten steht die Personifikation des fünften oberägyptischen Gaues. Beide Figuren sind mit der Rückplatte verbunden. Der König ist mit einem Schurz bekleidet und trägt auf dem Kopf das Nemes-Kopftuch sowie am Kinn einen künstlichen Bart. Rechts und links von seinen Beinen sind jeweils sein Eigen- und Horusname eingraviert. Die Statue scheint ursprünglich für Chephren, einen Herrscher der 4. Dynastie geplant worden zu sein. Stilistische Feinheiten, wie etwa die Gesichtszüge, lassen aber darauf schließen, dass sie von Sahure nicht einfach usurpiert wurde, sondern dass sie unvollendet blieb und später mit Sahures Zügen vollendet wurde. Im Jahr 2015 wurde das Fragment einer Sahure-Statue in Elkab gefunden.

## Sahure im Gedächtnis des Alten Ägypten

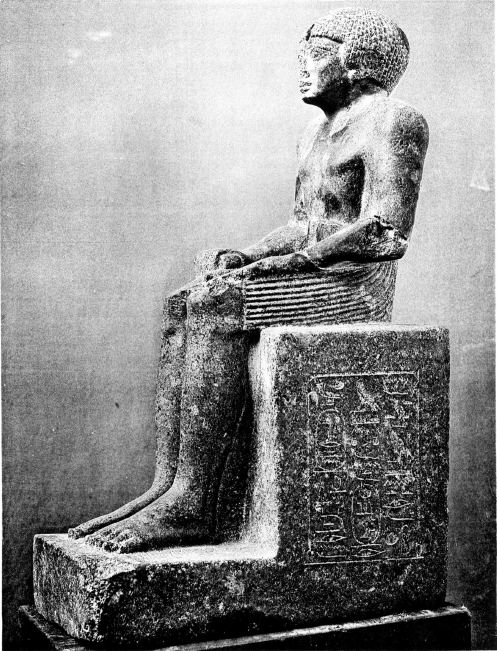
Statue Sahures aus der Regierungszeit Sesostris’ I., Tempel von Karnak, heute im Ägyptischen Museum Kairo (CG 42004)

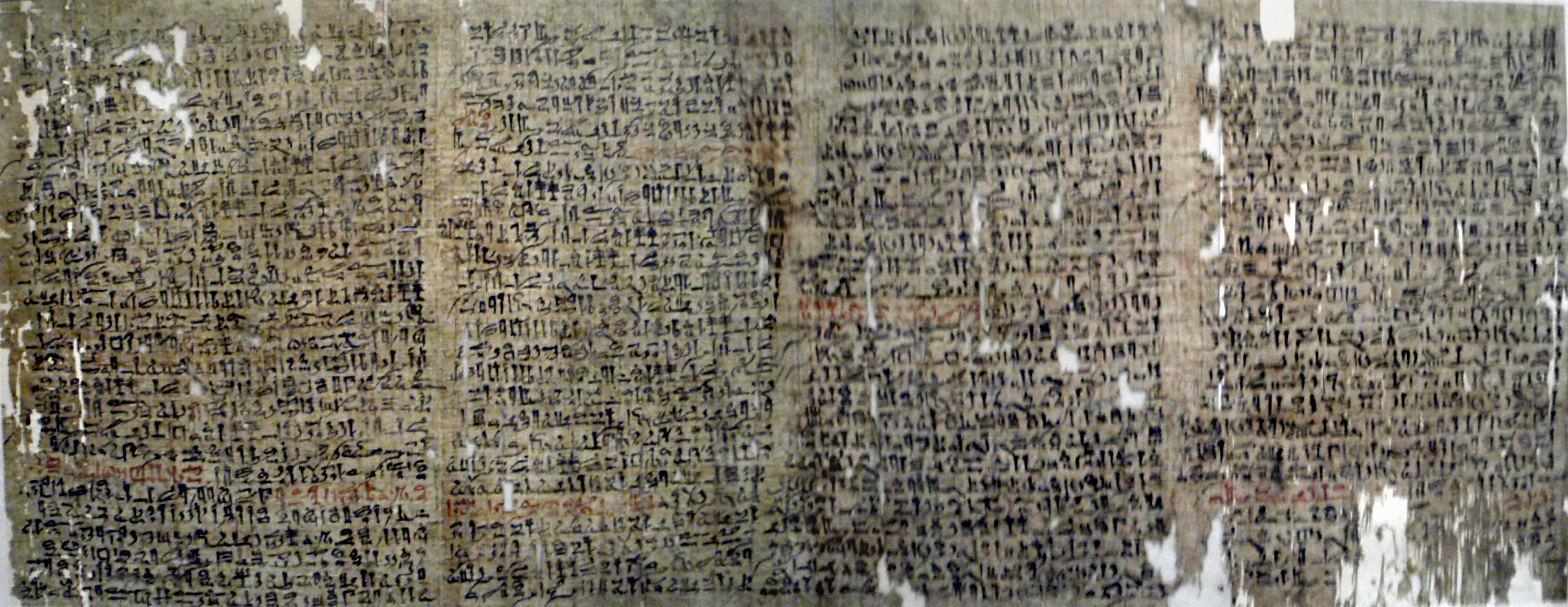
Der Papyrus Westcar

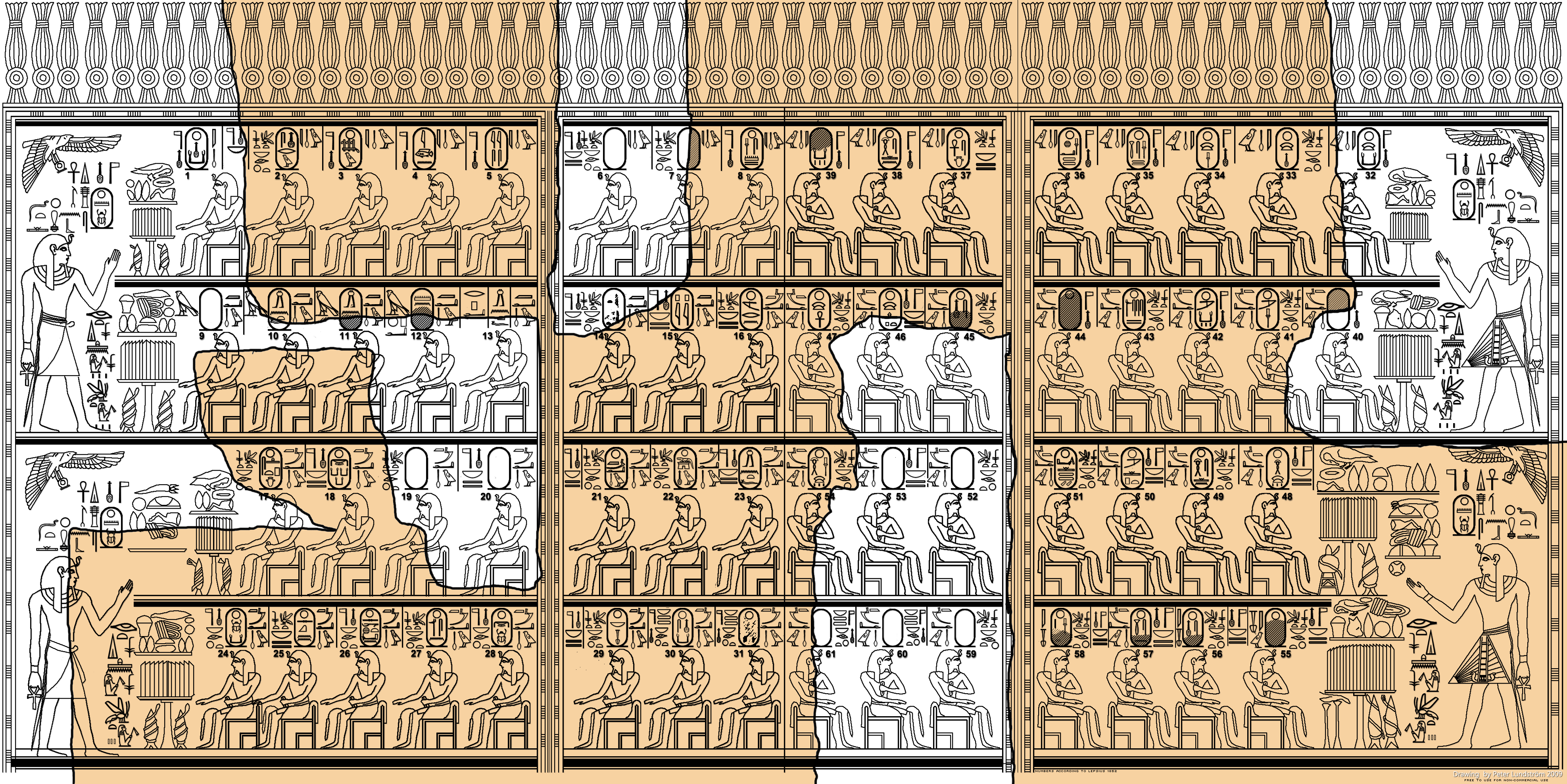
Umzeichnung der Königsliste von Karnak

### Altes Reich
Sahure genoss im weiteren Verlauf der ägyptischen Geschichte noch lange Zeit hohes Ansehen. Für seinen Totenkult wurden 22 landwirtschaftliche Güter (Domänen) eingerichtet, welche die Versorgung mit Opfergaben sicherstellten. Zudem sind aus Abusir und Sakkara zahlreiche Gräber von Priestern bekannt, die während der 5. und 6. Dynastie im Totenkult des Königs dienten.

### Mittleres Reich und Zweite Zwischenzeit
Während des Mittleren Reiches, zu Beginn der 12. Dynastie ließ König Sesostris I. im Tempel von Karnak eine Statue des Sahure aufstellen, die vermutlich Teil einer ganzen Gruppe von Bildnissen verstorbener Könige war. Das Stück befindet sich heute im Ägyptischen Museum in Kairo (Inv.-Nr. CG 42004). Es besteht aus schwarzem Granit und hat eine Höhe von 50 cm. Der König ist thronend dargestellt und trägt einen plissierten Schurz und eine runde Lockenperücke. Beide Seitenflächen des Throns tragen Inschriften, die das Werk als ein Bildnis des Sahure ausweisen, das von Sesostris I. in Auftrag gegeben wurde.
Wohl ebenfalls im Mittleren Reich wurde Sahure erstmals in einem literarischen Werk, nämlich in einer der Geschichten des Papyrus Westcar, erwähnt. Als Entstehungszeit der Geschichten wird mehrheitlich die 12. Dynastie angenommen, obgleich mittlerweile vermehrt Argumente angebracht werden, sie in die 17. Dynastie zu datieren, aus welcher auch der überlieferte Papyrus stammt. Die Handlung spielt am Königshof und dreht sich um Pharao Cheops aus der 4. Dynastie als Hauptperson. Um sich die Langeweile zu vertreiben, lässt er sich von seinen Söhnen wundersame Geschichten erzählen. Nachdem drei seiner Söhne ihm bereits über vergangene Wunder berichtet haben, lässt als vierter Hordjedef schließlich einen noch lebenden Zauberer namens Djedi herbeibringen, welcher zunächst Zauberkunststücke vorführt. Cheops möchte daraufhin von Djedi wissen, ob dieser die Zahl der jpwt (genaue Bedeutung des Wortes unklar, u. a. übersetzt mit Schlösser, Kammern, Kisten) des Thot-Heiligtums von Heliopolis kenne. Djedi verneint und erklärt, dass Rudj-Djedet, die Frau eines Re-Priesters, drei Söhne gebären wird, die den Königsthron besteigen werden. Der Älteste von diesen soll die Zahl herausfinden und Cheops übermitteln. Djedi fügt noch beschwichtigend hinzu, dass diese Drei erst dann den Thron besteigen werden, wenn bereits Cheops’ Sohn und Enkel geherrscht haben werden. Cheops beschließt daraufhin, den Wohnort der Rudj-Djedet aufzusuchen. Anschließend erfolgt unvermittelt die Beschreibung der Geburt der drei Könige. Die vier Göttinnen Isis, Nephthys, Meschenet und Heket sowie der Gott Chnum treten auf und werden von Rauser, Rudj-Djedets Ehemann, zu der Gebärenden geleitet. Durch Tanz und Zaubersprüche verhelfen sie den drei Königen auf die Welt. Ihre Namen sind hier wiedergegeben als User-Re-ef, Sah-Re und Keku, es handelt sich also um die ersten drei Könige der 5. Dynastie: Userkaf, Sahure und Neferirkare Kakai.

### Neues Reich, Spätzeit und Ptolemäerzeit
Während des Neuen Reiches wurde in der 18. Dynastie unter Thutmosis III. im Karnak-Tempel die sogenannte Königsliste von Karnak angebracht, in welcher der Name Sahure auftaucht. Im Gegensatz zu anderen altägyptischen Königslisten handelt es sich hierbei nicht um eine vollständige Auflistung aller Herrscher, sondern um eine Auswahlliste, die nur die Könige nennt, für die während der Regierungszeit von Thutmosis III. Opfer dargebracht wurden. Da vermutlich ein Zusammenhang zwischen dieser Liste und den seit dem Mittleren Reich in Karnak aufgestellten Königsstatuen besteht, kann angenommen werden, dass Sahures Totenkult sowohl im Mittleren als auch im Neuen Reich weiterhin Bestand hatte.
In der 19. Dynastie führte Chaemwaset, ein Sohn Ramses’ II., landesweit Restaurierungsprojekte durch. Dazu gehörten auch zahlreiche Pyramiden, unter ihnen die des Sahure, wie durch Inschriften auf Verkleidungssteinen bekannt ist.
Während des Neuen Reiches und weit darüber hinaus war der Totentempel der Sahure-Pyramide ein vielbesuchtes Heiligtum. Wie Quadratnetze auf mehreren Reliefs belegen, dienten diese als Vorlagen für andere Bauprojekte. Seit der 18. Dynastie ist außerdem ein Kult der Löwengöttin Sachmet im Pyramidentempel nachweisbar. Er begann spätestens unter Thutmosis III. Während der 18. und 19. Dynastie wurden zahlreiche Besucherinschriften, Stelen und Statuen im Tempel hinterlassen. Auch aus der 26. Dynastie sind Zeugnisse überliefert. Die jüngsten stammen aus der Ptolemäerzeit.